# Yeni N’Gbakoto
Yeni Atito N’Gbakoto (* 23. Januar 1992 in Croix, Frankreich) ist ein kongolesisch-französischer Fußballspieler. Seine Position liegt im offensiven Mittelfeld.

## Karriere

### Verein
Yeni N’Gbakoto fing mit neun Jahren bei SCC Besançon mit dem Fußball spielen an, wo er bis 2007 aktiv war. Im Alter von 15 Jahren wechselte er in die Jugendabteilung des FC Metz. 2009 erhielt N’Gbakoto bei Metz seinen ersten Profivertrag und wechselte in den Kader der Herrenmannschaft. Dort kam er in den nächsten sieben Jahren auf insgesamt 185 Meisterschaftsspiele und erreichte mit seiner Mannschaft 2014 den Aufstieg in die Ligue 1, der höchsten Spielklasse Frankreichs. 2016 wechselte er zu den Queens Park Rangers in die zweithöchste Spielklasse Englands, wo er auf 31 Meisterschaftsspiele und drei erzielte Tore kam. Im Januar 2018 wechselte N'Gbakoto zurück nach Frankreich und zu EA Guingamp. Im Januar 2021 gab Panathinaikos Athen seine Verpflichtung bis zum Sommer 2023 bekannt. Doch schon Anfang 2022 wechselte er zur AS Nancy und sechs Monate später schloss er sich den Western Sydney Wanderers in Australien an.

### Nationalmannschaft
In seiner Jugend spielte N’Gbakoto für die Junioren-Nationalmannschaften Frankreichs, wo er auf insgesamt 18 Einsätze und vier erzielte Tore kam. Mit der U-17-Auswahl nahm er an der Europameisterschaft 2009 in Deutschland teil. Er gehörte in jedem der Spiele zur Startformation, schied jedoch mit seiner Mannschaft bereits nach der Vorrunde aus. Im März 2017 wurde N’Gbakoto in den Kader der kongolesischen A-Nationalmannschaft berufen. Am 26. des gleichen Monats gab er im Rahmen eines Freundschaftsspiels gegen Kenia sein Debüt, als er in der 73. Minute eingewechselt wurde.